# 越後曽根駅
越後曽根駅（えちごそねえき）は、新潟県新潟市西蒲区川崎にある、東日本旅客鉄道（JR東日本）越後線の駅である。

## 歴史
- 1912年（大正元年）8月25日：越後鉄道・白山 - 吉田間開業の際に開設。当時の駅名は曽根駅（そねえき）[1][2]。
- 1913年（大正2年）4月20日：同・出雲崎 - 地蔵堂間が開業し全通した際、現駅名に改称[3]。
- 1927年（昭和2年）10月1日：越後鉄道が国有化[2]。国有鉄道越後線となる[4]。
- 1967年（昭和42年）2月1日：現在の駅舎が竣工[1]。
- 1974年（昭和49年）4月1日：貨物の扱いを廃止[2]。
- 1981年（昭和56年）：現在の跨線橋が竣工。構内踏切を廃止。
- 1984年（昭和59年）
  - 2月1日：荷物の扱いを廃止[2]。
  - 4月8日：越後線電化に合わせ、業務委託駅となる[5]。
- 1987年（昭和62年）4月1日：国鉄分割民営化により、東日本旅客鉄道（JR東日本）の駅となる[2]。
- 1988年（昭和63年）3月13日：新潟 - 越後曽根間1往復（7時台）の運行を開始（休日運休。1991年3月16日から運行区間を巻駅まで延長し、その後毎日運転に変更）。
- 1997年（平成9年）1月24日：みどりの窓口を設置。
- 2002年（平成14年）9月：売店（キオスク）が閉店。
- 2006年（平成18年）1月21日：ICカード「Suica」の利用が可能となる[6]。
- 2007年（平成19年）3月18日：新潟 - 越後曽根間1往復（21時台）の運行を開始（土曜・休日は内野止まり。2010年〈平成22年〉3月から土曜日も運転、同年12月より吉田駅まで延長運転のうえ毎日運転に変更）。
- 2010年（平成22年）12月4日：新潟 - 越後曽根間1往復（6時台）の運行を開始（越後赤塚駅で折り返していた列車を当駅まで延長運転したもの。ただし、運転開始初日は強風により運休となった）。
- 2015年（平成27年）1月19日：新型簡易Suica改札機へ交換（出場用改札機の設置位置がホーム内から駅舎内へ変更。1月19日に駅舎中央付近に仮設置し、旧改札機の撤去工事などを実施後、1月26日に改札口付近に本設置）。
- 2023年（令和5年）2月28日：みどりの窓口の営業を終了[7]。

## 駅構造
相対式ホーム2面2線を有する地上駅である。互いのホームは跨線橋で結んでいる。
JR東日本新潟シティクリエイト（JENIC）が運営する業務委託駅で、新潟駅が管理している。1番線の東側にある駅舎内には、簡易Suica改札機、自動券売機、待合室、自動販売機、トイレ（改札内）、公衆電話などを備える。かつては構内にキヨスクが営業していたが、2002年（平成14年）9月に閉店した。駅舎内の自動券売機左横には手小荷物窓口跡が残る。
駅舎入り口にはスロープがあり、1番線ホームまではトイレを含めてバリアフリー構造となっているが、2番線ホームには跨線橋の階段しか連絡手段がない。なお、駅西側に繋がる出入口や跨線橋がなく、駅を利用するには周辺の踏切へ大きく迂回しなければならないが、新潟市では旧西川町との合併建設計画に基づき、駅東西を連絡する地下通路（全長66メートル）の建設を計画している。

### のりば
| 番線 | 路線    | 方向 | 行先           |
| ---- | ------- | ---- | -------------- |
| 1・2 | ■越後線 | 下り | 新潟方面       |
| 1・2 | ■越後線 | 上り | 吉田・柏崎方面 |

付記事項
- 1番線を主本線とした一線スルーとなっており、行き違いがない場合は両方向の列車ともに、駅舎（東側）に面する1番線を使用する。行き違い時は、新潟方面が原則2番線から発着する。ただし、ダイヤ乱れの場合や臨時列車については吉田方面が2番線から発着する場合がある。2025年（令和7年）3月のダイヤ改正以前は、朝に運転している巻行が長らく2番線から発着していたが、改正後に当駅での行き違いを行わなくなったため、現在は定期列車における吉田方面の2番線発着は設定されていない。
- 6時台に当駅始発新潟方面行きが1本設定されている。

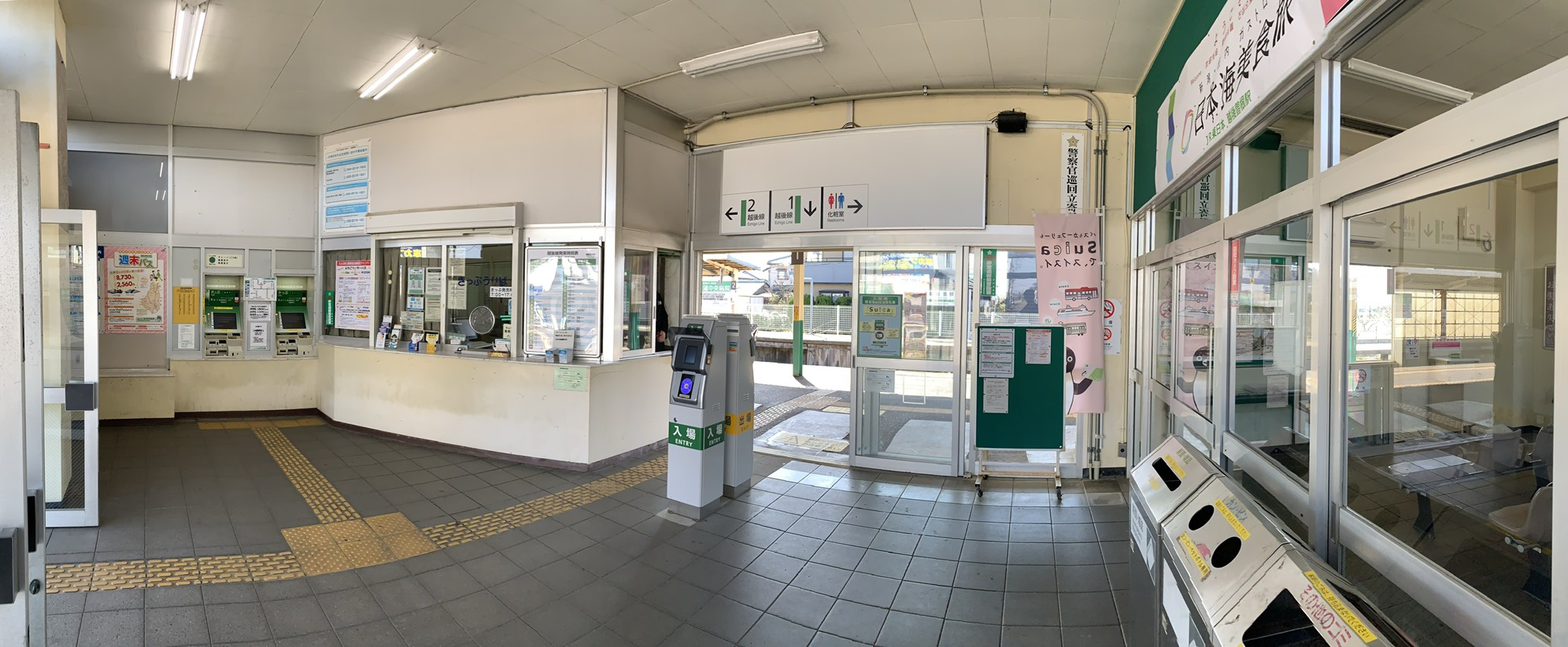
建物内（2019年3月）
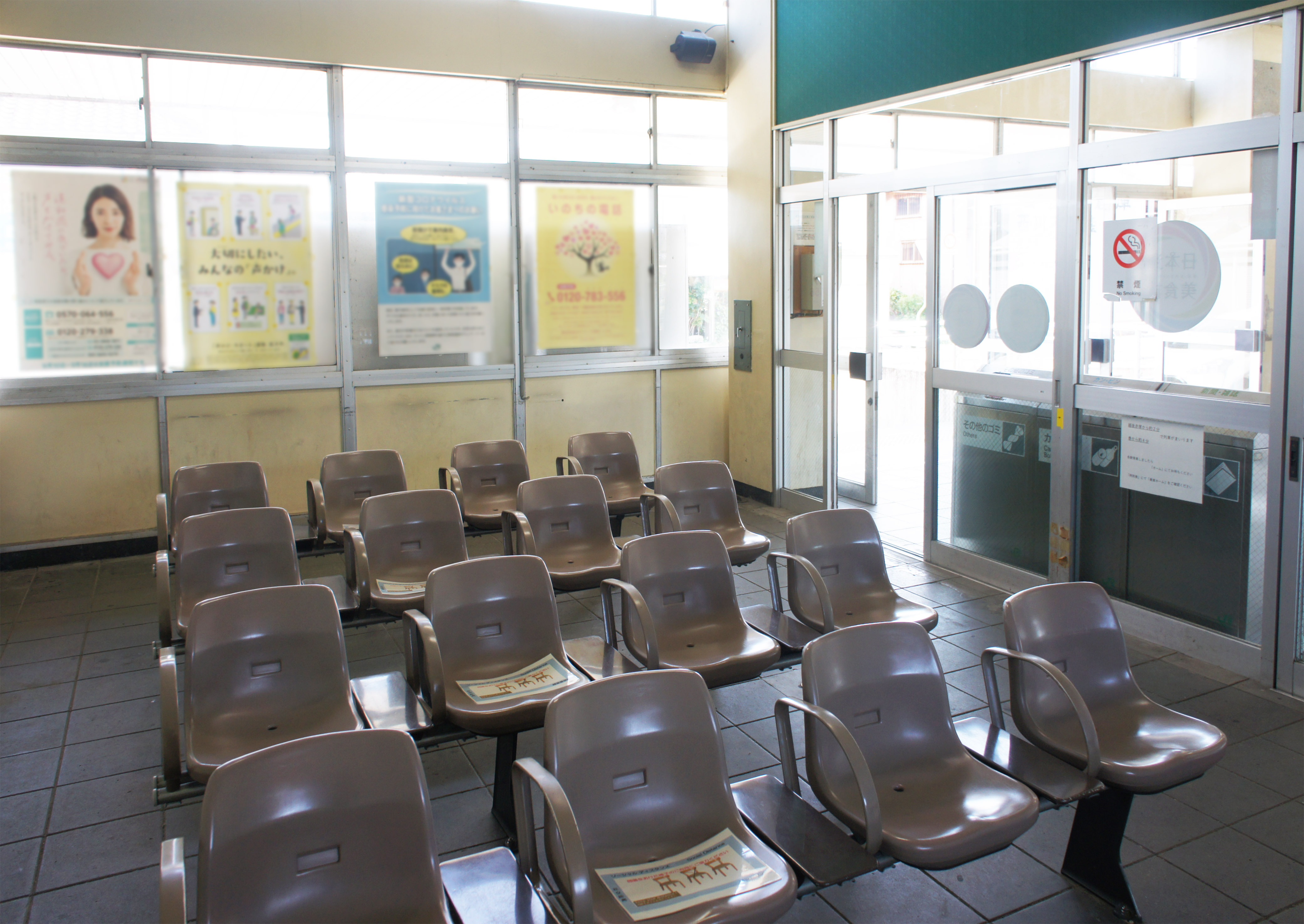
待合室（2021年9月）
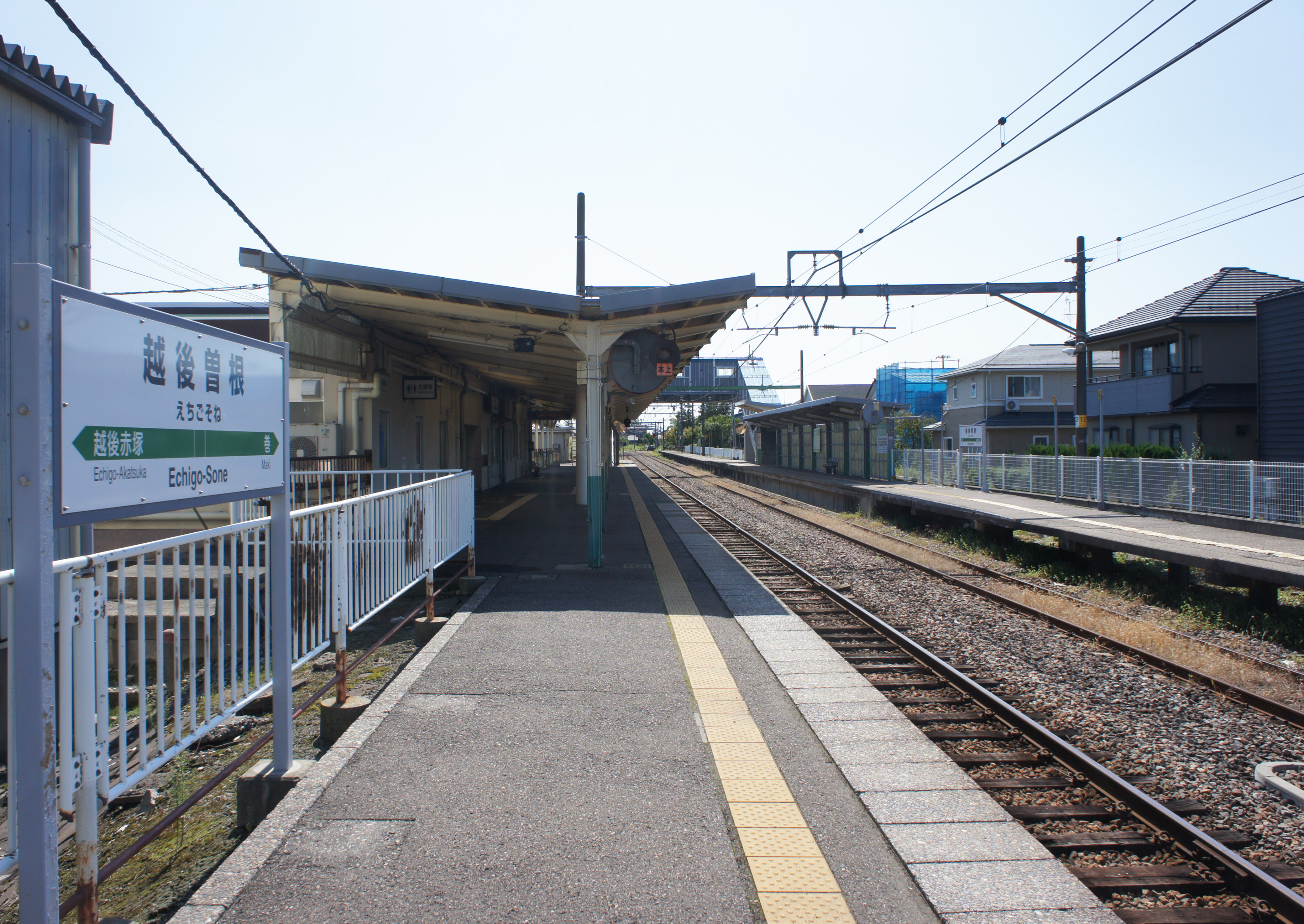
ホーム（2021年9月）

## 利用状況
JR東日本によると、2023年度（令和5年度）の1日平均乗車人員は660人である。
2000年度（平成12年度）以降の推移は以下のとおりである。
| 1日平均乗車人員推移 | 1日平均乗車人員推移 | 1日平均乗車人員推移 | 1日平均乗車人員推移 | 1日平均乗車人員推移 |
| 年度                | 定期外              | 定期                | 合計                | 出典                |
| ------------------- | ------------------- | ------------------- | ------------------- | ------------------- |
| 2000年（平成12年）  |                     |                     | 1,486               | [ 利用客数 2 ]      |
| 2001年（平成13年）  |                     |                     | 1,455               | [ 利用客数 3 ]      |
| 2002年（平成14年）  |                     |                     | 1,389               | [ 利用客数 4 ]      |
| 2003年（平成15年）  |                     |                     | 1,391               | [ 利用客数 5 ]      |
| 2004年（平成16年）  |                     |                     | 1,351               | [ 利用客数 6 ]      |
| 2005年（平成17年）  |                     |                     | 1,328               | [ 利用客数 7 ]      |
| 2006年（平成18年）  |                     |                     | 1,293               | [ 利用客数 8 ]      |
| 2007年（平成19年）  |                     |                     | 1,306               | [ 利用客数 9 ]      |
| 2008年（平成20年）  |                     |                     | 1,296               | [ 利用客数 10 ]     |
| 2009年（平成21年）  |                     |                     | 1,214               | [ 利用客数 11 ]     |
| 2010年（平成22年）  |                     |                     | 1,207               | [ 利用客数 12 ]     |
| 2011年（平成23年）  |                     |                     | 1,242               | [ 利用客数 13 ]     |
| 2012年（平成24年）  | 204                 | 1,046               | 1,250               | [ 利用客数 14 ]     |
| 2013年（平成25年）  | 204                 | 1,026               | 1,230               | [ 利用客数 15 ]     |
| 2014年（平成26年）  | 199                 | 858                 | 1,058               | [ 利用客数 16 ]     |
| 2015年（平成27年）  | 197                 | 810                 | 1,007               | [ 利用客数 17 ]     |
| 2016年（平成28年）  | 188                 | 760                 | 948                 | [ 利用客数 18 ]     |
| 2017年（平成29年）  | 182                 | 728                 | 910                 | [ 利用客数 19 ]     |
| 2018年（平成30年）  | 179                 | 692                 | 871                 | [ 利用客数 20 ]     |
| 2019年（令和元年）  | 168                 | 655                 | 824                 | [ 利用客数 21 ]     |
| 2020年（令和02年）  | 115                 | 572                 | 687                 | [ 利用客数 22 ]     |
| 2021年（令和03年）  | 118                 | 550                 | 669                 | [ 利用客数 23 ]     |
| 2022年（令和04年）  | 127                 | 526                 | 653                 | [ 利用客数 24 ]     |
| 2023年（令和05年）  | 136                 | 524                 | 660                 | [ 利用客数 1 ]      |

## 駅周辺

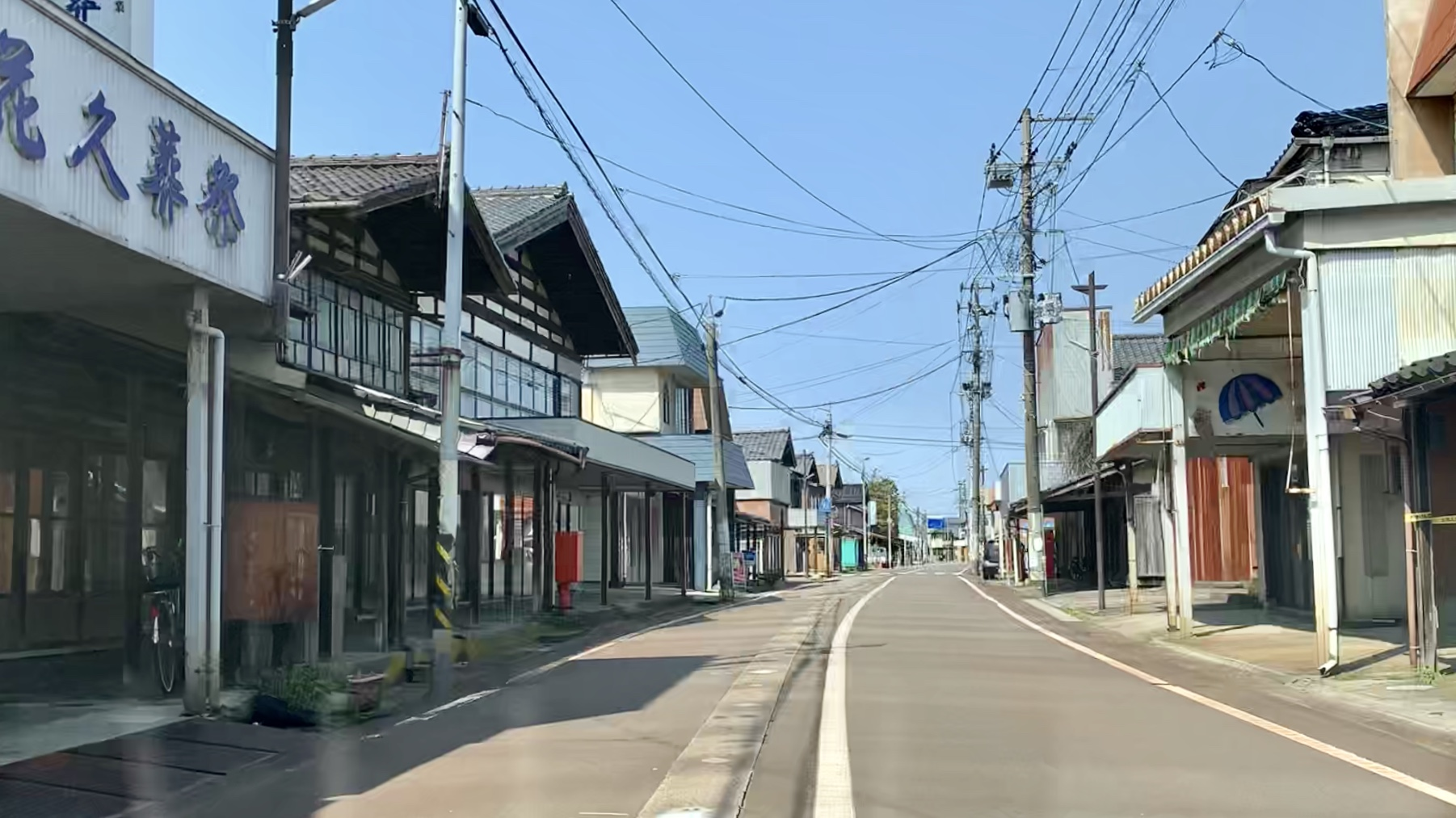
曽根のまちなみ。一部に雁木が見られる（2020年3月）

周辺は新潟市西蒲区西川出張所管内の中心街で住宅街となっている。タクシーが待機している。
- 西川郵便局
- 曽根タクシー営業所
- 西蒲警察署西川交番
- 西川ふれあい公園
- 西蒲区役所西川出張所（旧西川町役場）
- 新潟市立西川図書館
- 西蒲中央病院
- 越後善光寺
- 新潟市立西川中学校
- 新潟市立曽根小学校（曽根代官所跡）
- リオン・ドール 西川北店
- リオン・ドール 西川店

## バス路線
タクシー会社によるジャンボタクシーを使用した路線バスが南区（旧白根市）方面へ1路線のみ発着している。
- 曽根駅前バス停
  - 白根桜町行（りゅーと利用不可）

※かつては、角田（妙光寺）、巻駅、大野（旧黒埼町）（当初は、大野経由万代シテイバスセンター）、内野方面などへの運行も行われていた。

## 隣の駅
東日本旅客鉄道（JR東日本）
■越後線
巻駅 - 越後曽根駅 - 越後赤塚駅

### 記事本文
1. 1 2 3 4 5 6 7  『週刊 JR全駅・全車両基地』 21号 新潟駅・弥彦駅・津南駅ほか、朝日新聞出版〈週刊朝日百科〉、2012年12月30日、22頁。
2. 1 2 3 4 5  石野哲（編）『停車場変遷大事典 国鉄・JR編 Ⅱ』（初版）JTB、1998年10月1日、598頁。ISBN 978-4-533-02980-6。
3. ↑  「軽便鉄道停車場改称」『官報』1913年4月26日（国立国会図書館デジタル化資料）
4. ↑  曽根悟（監修）（著）、朝日新聞出版分冊百科編集部（編集）（編）「大糸線・飯山線・篠ノ井線・越後線・弥彦線」『週刊 歴史でめぐる鉄道全路線 国鉄・JR』第9号、朝日新聞出版、2009年9月6日、25頁。
5. ↑  「新潟鉄局、59年4月に越後線電化で3駅を無人駅に。」『日本経済新聞』日本経済新聞社、1983年8月14日、地方経済面／長野、3面。
6. ↑  『2006年1月21日（土）新潟エリアSuicaデビュー!』（PDF）（プレスリリース）東日本旅客鉄道新潟支社、2005年9月21日。オリジナルの2006年1月5日時点におけるアーカイブ。2021年1月8日閲覧。
7. ↑  “駅の情報（越後曽根駅）：JR東日本”.   東日本旅客鉄道. 2023年2月10日時点のオリジナルよりアーカイブ。2023年2月10日閲覧。
8. 1 2  “JR東日本：駅構内図・バリアフリー情報（越後曽根駅）”.   東日本旅客鉄道. 2025年4月27日閲覧。
9. ↑  過去10年間に廃止されたバス路線 (PDF)  - 第2回 西蒲区公共交通のあり方に関する検討会 - 新潟市西蒲区 - WARP

### 利用状況
1. 1 2  “各駅の乗車人員（2023年度）”.   東日本旅客鉄道. 2024年7月21日閲覧。
2. ↑  “各駅の乗車人員（2000年度）”.   東日本旅客鉄道. 2019年4月8日閲覧。
3. ↑  “各駅の乗車人員（2001年度）”.   東日本旅客鉄道. 2019年4月8日閲覧。
4. ↑  “各駅の乗車人員（2002年度）”.   東日本旅客鉄道. 2019年4月8日閲覧。
5. ↑  “各駅の乗車人員（2003年度）”.   東日本旅客鉄道. 2019年4月8日閲覧。
6. ↑  “各駅の乗車人員（2004年度）”.   東日本旅客鉄道. 2019年4月8日閲覧。
7. ↑  “各駅の乗車人員（2005年度）”.   東日本旅客鉄道. 2019年4月8日閲覧。
8. ↑  “各駅の乗車人員（2006年度）”.   東日本旅客鉄道. 2019年4月8日閲覧。
9. ↑  “各駅の乗車人員（2007年度）”.   東日本旅客鉄道. 2019年4月8日閲覧。
10. ↑  “各駅の乗車人員（2008年度）”.   東日本旅客鉄道. 2019年4月8日閲覧。
11. ↑  “各駅の乗車人員（2009年度）”.   東日本旅客鉄道. 2019年4月8日閲覧。
12. ↑  “各駅の乗車人員（2010年度）”.   東日本旅客鉄道. 2019年4月8日閲覧。
13. ↑  “各駅の乗車人員（2011年度）”.   東日本旅客鉄道. 2019年4月8日閲覧。
14. ↑  “各駅の乗車人員（2012年度）”.   東日本旅客鉄道. 2019年4月8日閲覧。
15. ↑  “各駅の乗車人員（2013年度）”.   東日本旅客鉄道. 2019年4月8日閲覧。
16. ↑  “各駅の乗車人員（2014年度）”.   東日本旅客鉄道. 2019年4月8日閲覧。
17. ↑  “各駅の乗車人員（2015年度）”.   東日本旅客鉄道. 2019年4月8日閲覧。
18. ↑  “各駅の乗車人員（2016年度）”.   東日本旅客鉄道. 2019年4月8日閲覧。
19. ↑  “各駅の乗車人員（2017年度）”.   東日本旅客鉄道. 2019年4月8日閲覧。
20. ↑  “各駅の乗車人員（2018年度）”.   東日本旅客鉄道. 2019年7月23日閲覧。
21. ↑  “各駅の乗車人員（2019年度）”.   東日本旅客鉄道. 2020年7月18日閲覧。
22. ↑  “各駅の乗車人員（2020年度）”.   東日本旅客鉄道. 2021年7月29日閲覧。
23. ↑  “各駅の乗車人員（2021年度）”.   東日本旅客鉄道. 2022年8月12日閲覧。
24. ↑  “各駅の乗車人員（2022年度）”.   東日本旅客鉄道. 2023年7月12日閲覧。